# Guy Lavocat
Guy Lavocat (ur. 14 lutego 1963 w Pondicherry) – francuski polityk, wojskowy i konsultant, deputowany do Parlamentu Europejskiego IX kadencji.

## Życiorys
Urodził się w Indiach. Ukończył uczelnię wojskową École spéciale militaire de Saint-Cyr. Był zawodowym wojskowym, później pracował jako doradca dyrektora regionalnego SNCF w Owernii. Prowadził też własną działalność gospodarczą w sektorze konsultingowym. Zaangażował się w działalność polityczną w ramach formacji LREM w departamencie Puy-de-Dôme.
W 2019 bez powodzenia kandydował do Europarlamentu z listy zorganizowanej wokół swojego ugrupowania. Mandat posła do PE IX kadencji objął w styczniu 2024, dołączył do frakcji Odnówmy Europę.